# خوان ألفاريز هورتادو
خوان ألفاريز هورتادو (بالإسبانية: Juan Álvarez)‏ (و. 1790 – 1867 م) هو سياسي، وجندي من المكسيك .